# Giuliano Razzoli
Giuliano Razzoli (Castelnovo ne' Monti, 18 de dezembro de 1984) é um esquiador alpino italiano especialista no slalom. Razzoli conquistou a medalha de ouro nos Jogos Olímpicos de Inverno de 2010 em Vancouver no slalom.